# 7848 Bernasconi
7848 Bernasconi eller 1996 DF1 är en asteroid i huvudbältet som upptäcktes den 22 februari 1996 av de båda italienska astronomerna Marco Cavagna och Augusto Testa vid Sormano-observatoriet. Den är uppkallad efter de båda italienska amatörastronomerna Giovanni och Angelo Bernasconi.